# Stary cmentarz ewangelicki w Pasymiu
Stary cmentarz ewangelicki w Pasymiu – nieczynny cmentarz ewangelicki w Pasymiu, założony w XVII wieku. Mieści się przy ul. Kościuszki. Najstarsze zachowane nagrobki pochodzą z XIX wieku. Najbardziej charakterystycznym punktem cmentarza jest klasycystyczna kaplica grobowa rodziny Rutkowskich, zbudowana w połowie XIX wieku. W 2007 cmentarz wpisano do rejestru zabytków. Współcześnie na niszczejącej nekropolii nie odbywają się żadne pochówki.